# María Antonieta de Austria
María Antonia Josefa Juana de Habsburgo-Lorena (en alemán, Maria Antonia Josepha Johanna von Habsburg-Lothringen; Viena, 2 de noviembre de 1755-París, 16 de octubre de 1793), más conocida bajo el nombre de María Antonieta de Austria, fue una princesa archiduquesa de Austria y reina consorte de Francia y de Navarra. Decimoquinta y penúltima hija del emperador Francisco I del Sacro Imperio Romano Germánico y de la emperatriz María Teresa I de Austria, se casó en 1770, a los catorce años, con el entonces delfín y futuro Luis XVI de Francia, en un intento por estrechar los lazos entre dos dinastías hasta entonces enfrentadas.
Detestada por la corte francesa, donde la llamaban «l'autre-chienne» (una paranomasia en francés de las palabras «autrichienne», que significa «austriaca» y «autre chienne» que significa «otra perra»), María Antonieta también se ganó gradualmente la antipatía del pueblo, que la acusaba de derrochadora, presumida y de influir a su marido en pro de los intereses austriacos. No en vano se ganó los apelativos de «Madame Déficit» y «loba austriaca».
Tras la fuga de Varennes, Luis XVI fue depuesto, la monarquía abolida el 21 de septiembre de 1792 y la familia real encarcelada en la torre del Temple. Nueve meses después de la ejecución de su marido, María Antonieta fue juzgada, condenada por traición y guillotinada el 16 de octubre de 1793.
Tras su muerte, María Antonieta se convirtió en parte de la cultura popular y en una figura histórica importante. Algunos académicos y estudiosos piensan que su comportamiento, considerado como frívolo y superficial, ayudó a aumentar la agitación durante el inicio de la Revolución francesa; sin embargo, otros historiadores alegan que ha sido injustamente retratada y que las opiniones hacia ella deberían ser más benévolas.

## Primeros años

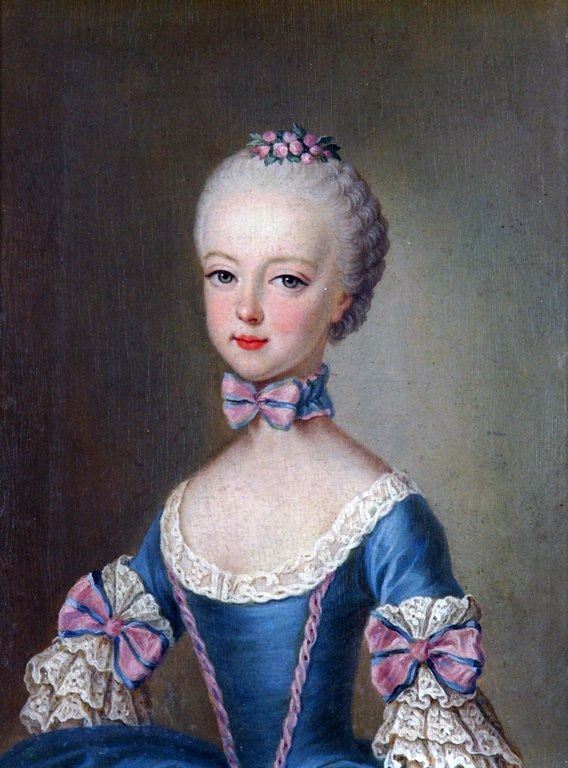
María Antonieta a los 7 años, por Martin van Meytens.

Hija del emperador del Sacro Imperio Romano Germánico Francisco I, gran duque de Toscana, y de su esposa María Teresa I, archiduquesa de Austria, reina de Hungría y reina de Bohemia, nació el 2 de noviembre de 1755, como la decimoquinta y penúltima hija de la pareja imperial. De ella se encargan las ayas, gobernantas de la familia real (Mme de Brandeiss y la severa Mme de Lerchenfeld), bajo la estricta supervisión de la Emperatriz, que tiene ideas muy básicas sobre la educación de los hijos: higiene severa, régimen estricto y fortalecimiento del cuerpo. Pasa su infancia entre los palacios de Hofburg y Schönbrunn, en Viena.

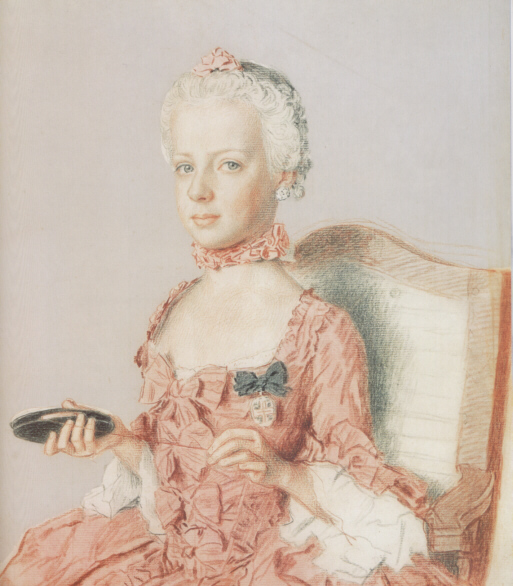
María Antonieta en 1762, por Jean-Étienne Liotard.

La emperatriz se esforzaria por casar a su hija con el mayor de los nietos del rey Luis XV, el delfín Luis Augusto y futuro Luis XVI, que tiene más o menos la misma edad que ella. Al mismo tiempo María Teresa acaricia la idea de unir a otra de sus hijas, Isabel, con el viejo Luis XV. Se trata de sellar la alianza franco-austríaca nacida de la famosa «caída de las alianzas» concretada en 1756 por el tratado de Versalles, con el fin de neutralizar la ascensión de Prusia y la expansión de Inglaterra. En 1766 es nombrada por su madre dama de la Orden de la Cruz Estrellada.
Cuando María Antonieta tenía 13 años, la emperatriz se interesó más por su educación con el fin de casarla. La archiduquesa tomó lecciones de clave con Gluck y de baile francés con Noverre. Cuando su madre eligió, además, a dos actores para darle clases de dicción y de canto, el embajador francés protestó oficialmente (los actores pasan entonces por ser personajes poco recomendables). María Teresa I le pide entonces que nombre a un preceptor aceptado por la corona de Francia. Será el abad de Vermond, admirador del Siglo de las luces y aficionado a las bellas artes quien, enviado a la corte imperial, iba a reparar las lagunas en la educación de la joven archiduquesa y comenzar a prepararla para sus futuras funciones. 
El 13 de junio de 1769, el marqués de Durfort, embajador de Francia en Viena, realizó la petición de mano para el delfín. María Teresa I acepta de inmediato. En Francia el partido devoto, hostil por la caída de las alianzas llevada a cabo por el duque de Choiseul en favor del enemigo sempiterno, llama ya a la futura delfina «la austríaca», sobrenombre que le había sido dado por las princesas hijas del rey Luis XV.

## Llegada a Versalles

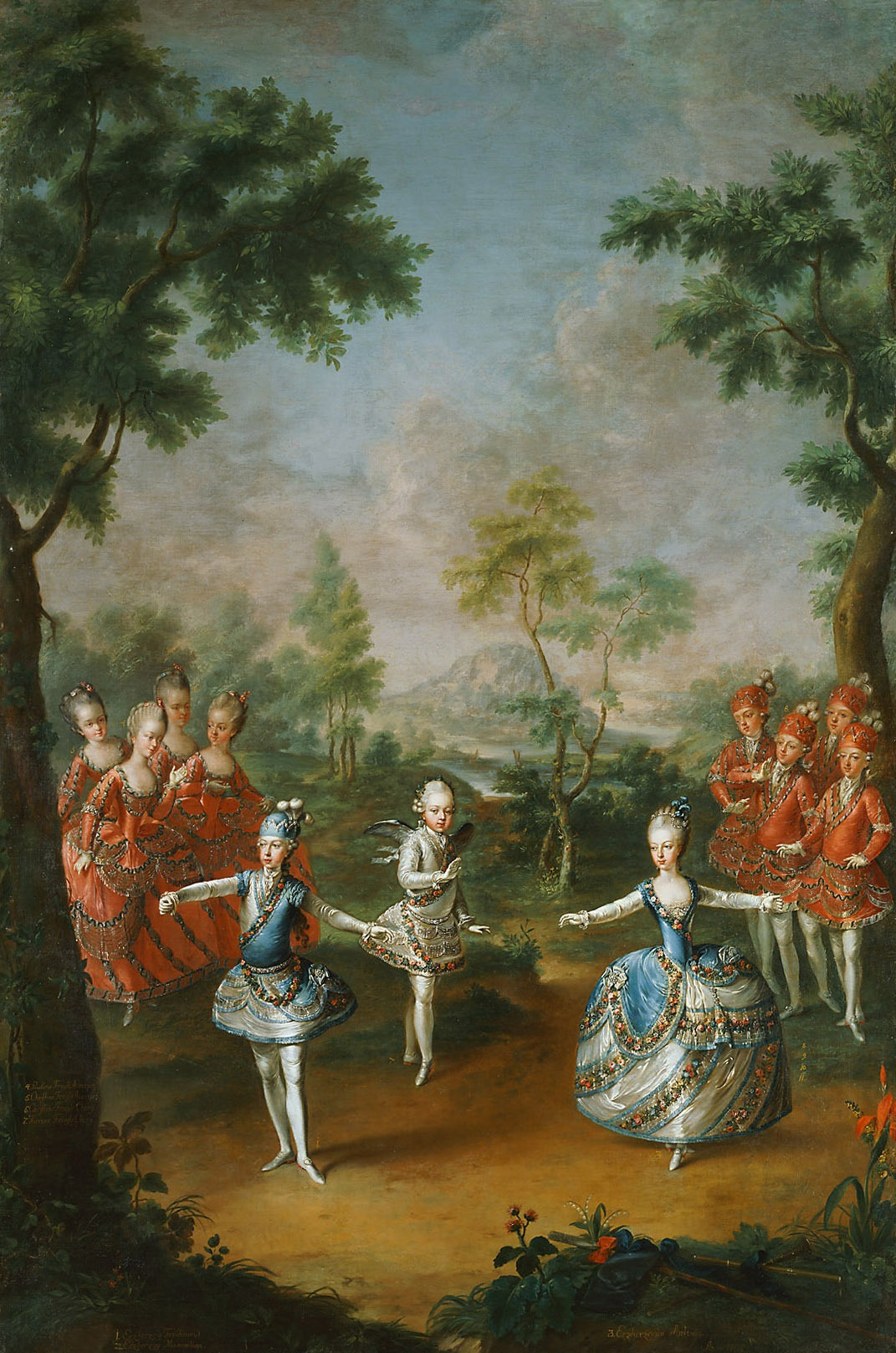
María Antonieta interpreta a la novia, su hermano, el archiduque Fernando, al novio y su hermano, el archiduque Maximiliano, a Cupido. La ocasión de la obra se debió al casamiento de su hermano mayor, José, con la princesa Josefa de Baviera el 23 de enero de 1765.

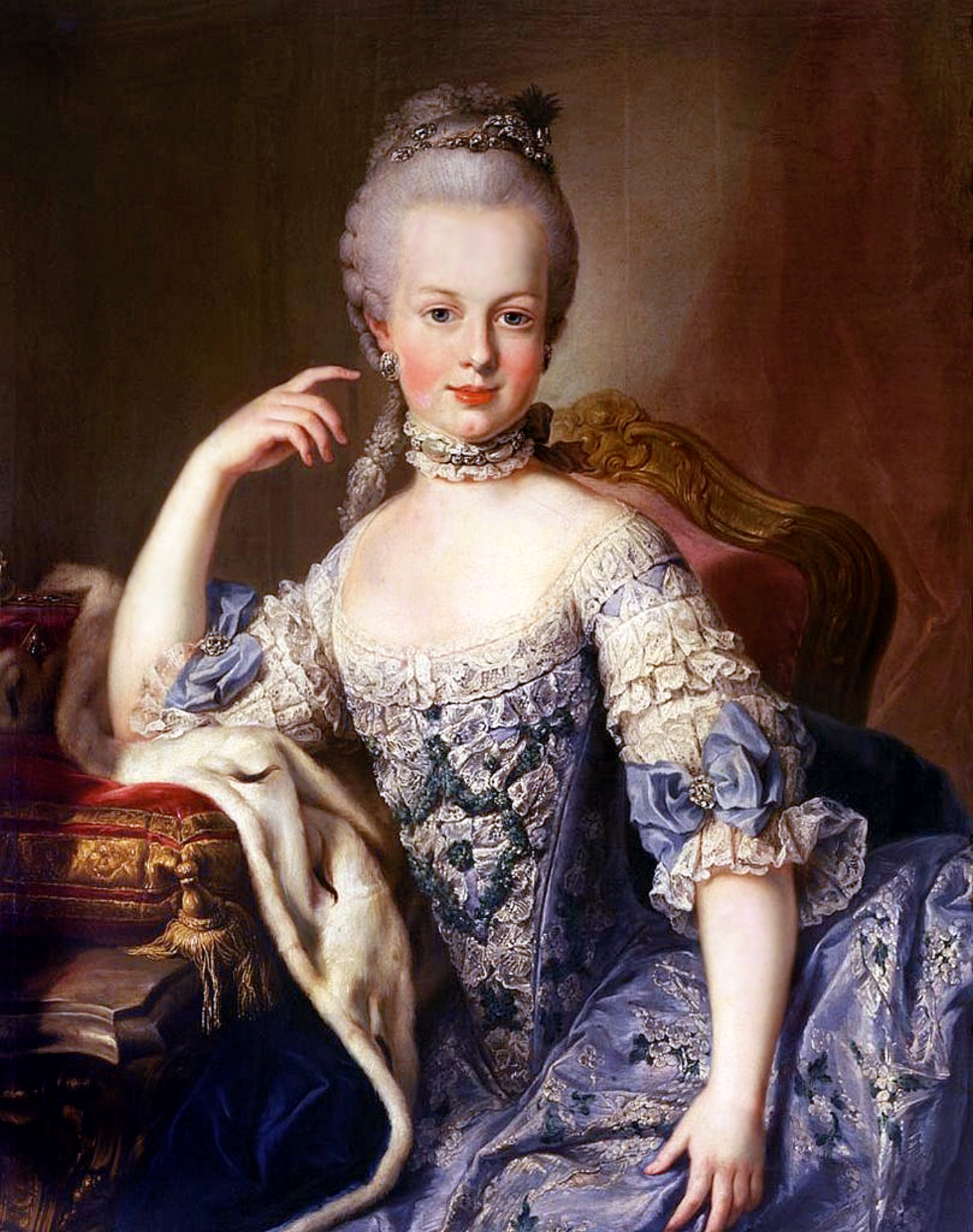
María Antonieta cerca de 1767-1768.

El 17 de abril de 1770, María Antonieta renuncia, oficialmente, a sus derechos sobre el trono austríaco y el 16 de mayo se casa con Luis XVI en Versalles. El mismo día de la boda se produce un escándalo de protocolo: las princesas de Lorena, alegando su parentesco con la nueva delfina, se permitieron bailar antes que las duquesas y princesas de sangre, grandes damas de la corte, que murmuraban ya contra «la austríaca». Esa misma tarde 132 personas mueren como consecuencia de un incendio causado por los fuegos artificiales desplegados en la ceremonia de casamiento.
Joven, bella, inteligente, delfina y descendiente de los Habsburgo, con un árbol genealógico impresionante, su llegada aviva también los celos del pequeño mundo de la nobleza versallesca y de las múltiples y dudosas alianzas.  

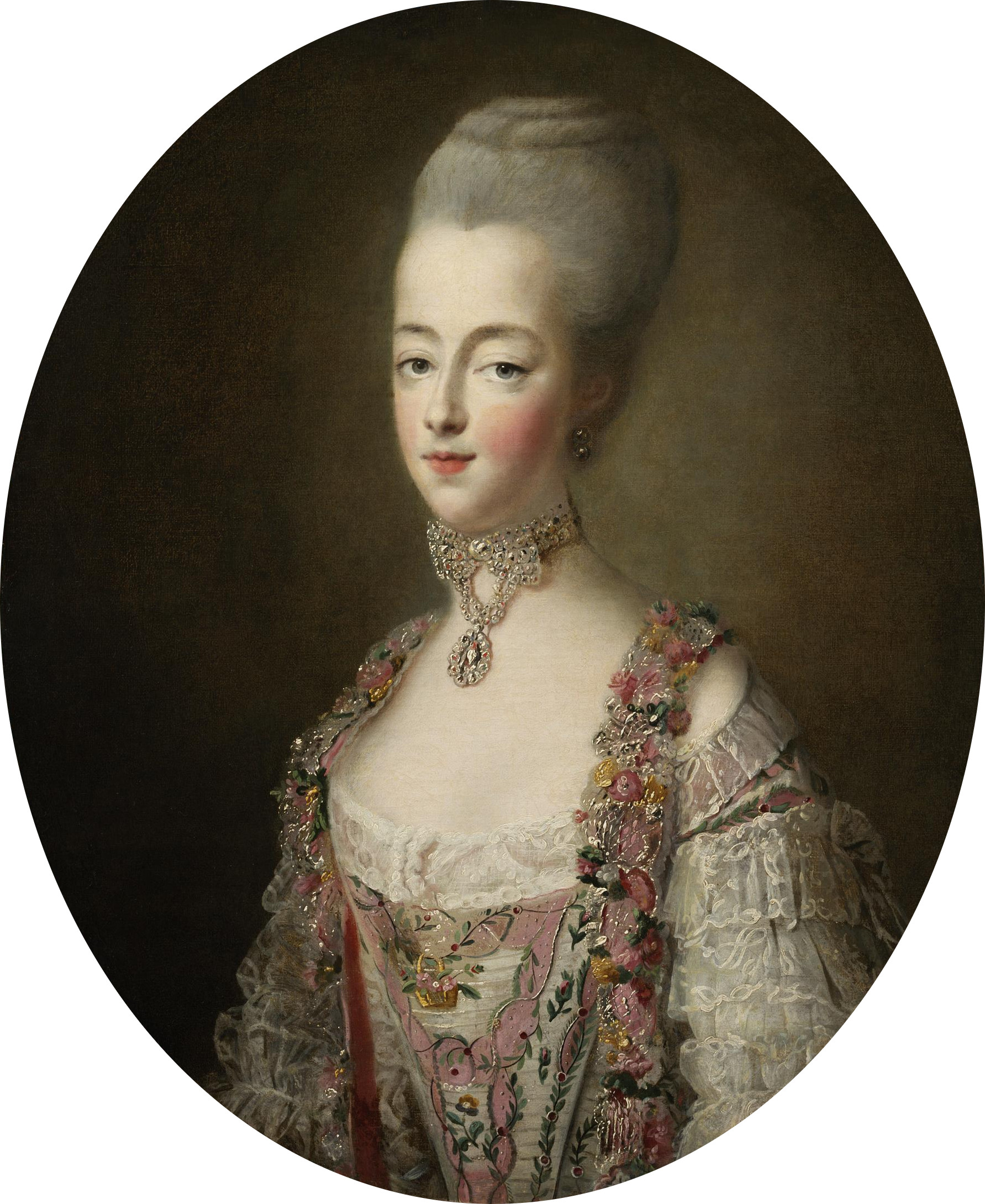
María Antonieta en su época como Delfina de Francia (1772)

La joven delfina tiene miedo de no acostumbrarse a su nueva vida. Su espíritu se adapta mal a la complejidad y a la astucia de la «vieja corte» y al libertinaje del rey Luis XV y de su amante Madame du Barry.  Su marido, tímido y reservado, la evita, por lo que el matrimonio no se consuma hasta julio de 1777. Ella trata de amoldarse al protocolo y a la ceremonia francesa, pero aborrece la corte fastuosa por el momento.
Por otra parte, María Antonieta es aconsejada a través de la voluminosa correspondencia que mantiene con su madre y con el conde de Florimond de Mercy-Argenteau, embajador de Austria en París, la única persona con la cual puede contar, ya que Étienne François Choiseul fue despedido de su cargo meses después del matrimonio. Esta famosa correspondencia secreta de Mercy-Argenteau es una fuente de información extraordinaria sobre todos los detalles de la vida de María Antonieta después de su matrimonio en 1770 hasta el fallecimiento de María Teresa I de Austria en 1780. Según el autor de un libro en el que se recoge dicha correspondencia: 

"Estos documentos originales no solo nos revelan su intimidad, sino también cómo María Antonieta, desprovista de experiencia y falta de cultura política, fue manipulada por su familia austríaca, a la que estuvo siempre unida."

## Reina de Francia

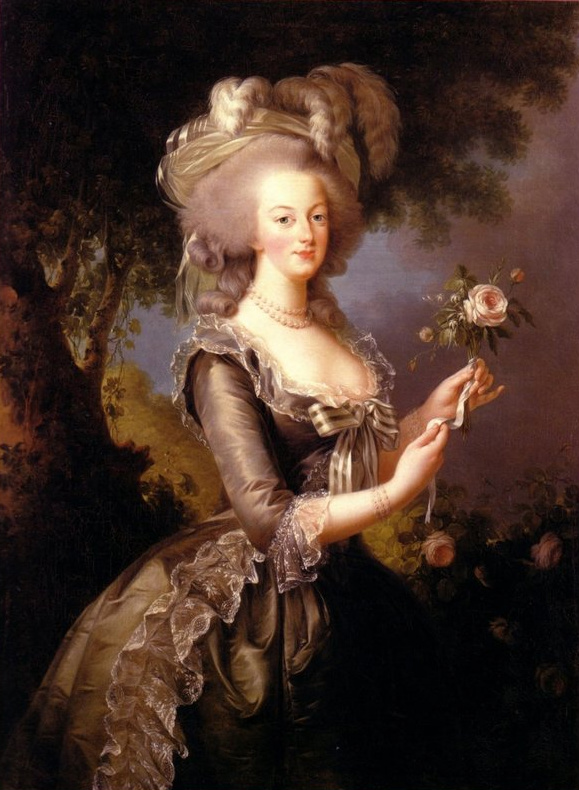
Retratada por Vigee Lebrun en 1783.

El 10 de mayo de 1774, Luis XVI y María Antonieta se convierten en los reyes de Francia y de Navarra, pero su comportamiento no cambia mucho. Desde el verano de 1777 las primeras canciones hostiles, como «Pequeña reina de veinte años», empiezan a circular. María Antonieta se rodea de una pequeña corte de favoritos (la princesa de Lamballe, el barón de Besenval, el duque de Coigny, la condesa de Polignac), suscitando las envidias de otros cortesanos; además, multiplica su vestuario y las fiestas y organiza partidas de cartas en las que se realizan grandes apuestas.
Se realiza un nuevo protocolo más lujoso y más personal para este fin. Son llevadas distintas damas de la corte de Francia y se les establece un salario digno de la Corte francesa.

### Su vida en la corte
María Antonieta intentó influir en la política del rey a pedido de su madre, incidiendo en el nombramiento y la destitución de ministros o siguiendo los consejos interesados de sus amigos. Así, por una cabezonería, se inmiscuye en el caso Guines (embajador en Londres, acusado de una conspiración para llevar a Francia a la guerra), que provoca la caída en desgracia de Turgot. El barón Pichler, secretario de María Teresa I, resume con mucho tacto la opinión general y escribe:

"Ella no quiere ser gobernada, ni dirigida, ni siquiera guiada por las personas entendidas. Esta es la cuestión hacia la cual todos sus pensamientos parecen, hasta el presente, estar concentrados. Fuera de esto, no reflexiona demasiado, y el uso que ha hecho, hasta el momento, de su independencia es evidente, pues sólo se ha preocupado de la diversión y la frivolidad."

Se monta contra ella una verdadera campaña de desprestigio desde su ascenso al trono. Circulan los panfletos, se la acusa de tener amantes (el conde de Artois, su cuñado o el conde sueco Hans Axel de Fersen) e incluso de mantener relaciones con mujeres (con la condesa de Polignac o la princesa de Lamballe); de despilfarrar el dinero público en frivolidades o en sus favoritos; de seguirle el juego a Austria, dirigida por su hermano José II de Habsburgo. Hay que reconocer, sin embargo, que ella ha hecho todo lo posible para favorecer al partido anti-austríaco, deponiendo de su cargo a D’Aiguillon y sustituyéndolo por Étienne François de Choiseul, pero todo había sido en vano. Las intrigas de Versalles la hacen sentir confundida, con los cortesanos desdeñando a la reina.
El 19 de diciembre de 1778, María Antonieta tiene su primera hija, una niña, María Teresa, llamada «Madame Royale». El 22 de octubre de 1781 nace el delfín Luis José (de nombre completo Luis José Javier Francisco). Pero los libelos han hecho correr rápidamente la noticia de que el niño no es hijo de Luis XVI. Tras los nacimientos, María Antonieta cambia un poco su forma de vida, pero sigue de cerca la construcción del Hameau en Versalles, una aldea en miniatura en la que la reina intenta llevar una sencilla vida campestre. Se dedica a la caridad. El 27 de marzo de 1785 nace su tercer hijo, Luis-Carlos (Luis XVII), duque de Normandía. El 9 de junio de 1787 nace su última hija, Sofía Beatriz (María Sofía Helena Beatriz), que murió con un año de vida de tuberculosis (19 de julio de 1788).
Gran parte de lo que se conoce de este periodo se debe a las Memorias de Madame Campan, la principal confidente de la reina.

#### El asunto del collar

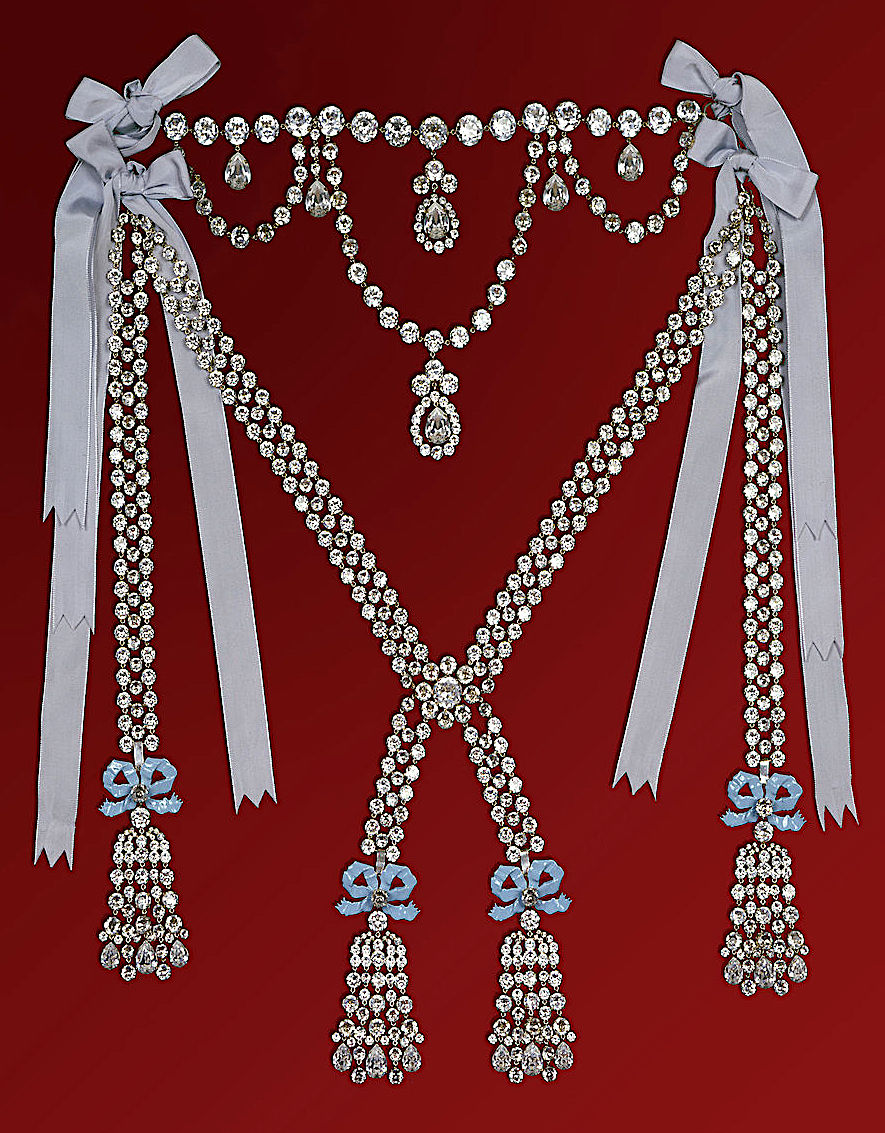
Diseño del collar de diamantes de la reina (Reconstrucción en zirconio, château de Breteuil).

En julio de 1785 estalla el «caso del collar»: el joyero Bohmer reclama a la reina 1,5 millones de libras por un collar de diamantes encargado en nombre de la soberana por el cardenal de Rohan. Ella no se hace responsable. Insiste en arrestar al cardenal, al que acusa de insultarla al achacarle la compra del collar y el escándalo es inevitable.  El rey confía el asunto al Parlamento, que determina que la culpa corresponde a un par de aventureros, Jeanne Valois de La Motte y su marido, y disculpa al cardenal de Rohan, engañado pero inocente. La reina, aunque inocente también, es tratada con gran desconsideración por el pueblo, al considerarla culpable, por lo menos moralmente. Lejos de resultar superfluo, el caso del collar supuso un punto de inflexión en el reinado, que marcaría una nueva etapa de impopularidad y odio por parte del pueblo, que se sintió insultado por los bajos negocios de usura y falsificaciones.
El propio Napoleón aseguraría más tarde que el asunto del collar de diamantes fue un detonante de la Revolución francesa.
María Antonieta toma conciencia, por fin, de su impopularidad y trata de reducir sus gastos, especialmente los de su mansión, lo que provoca nuevas críticas y un gran escándalo en la Corte cuando sus favoritos se ven privados de sus cargos. Todo es inútil, ya que las críticas continúan y la reina se gana el apodo de «Madame Déficit». Es acusada de estar en el origen de la política antiparlamentaria de Luis XVI y de nombrar y destituir a los ministros. En 1788 es ella la que induce al rey a despedir al impopular Loménie de Brienne y sustituirle por Necker. Ya es demasiado tarde, Luis XVI había sido demasiado débil.

### «Que coman pasteles»

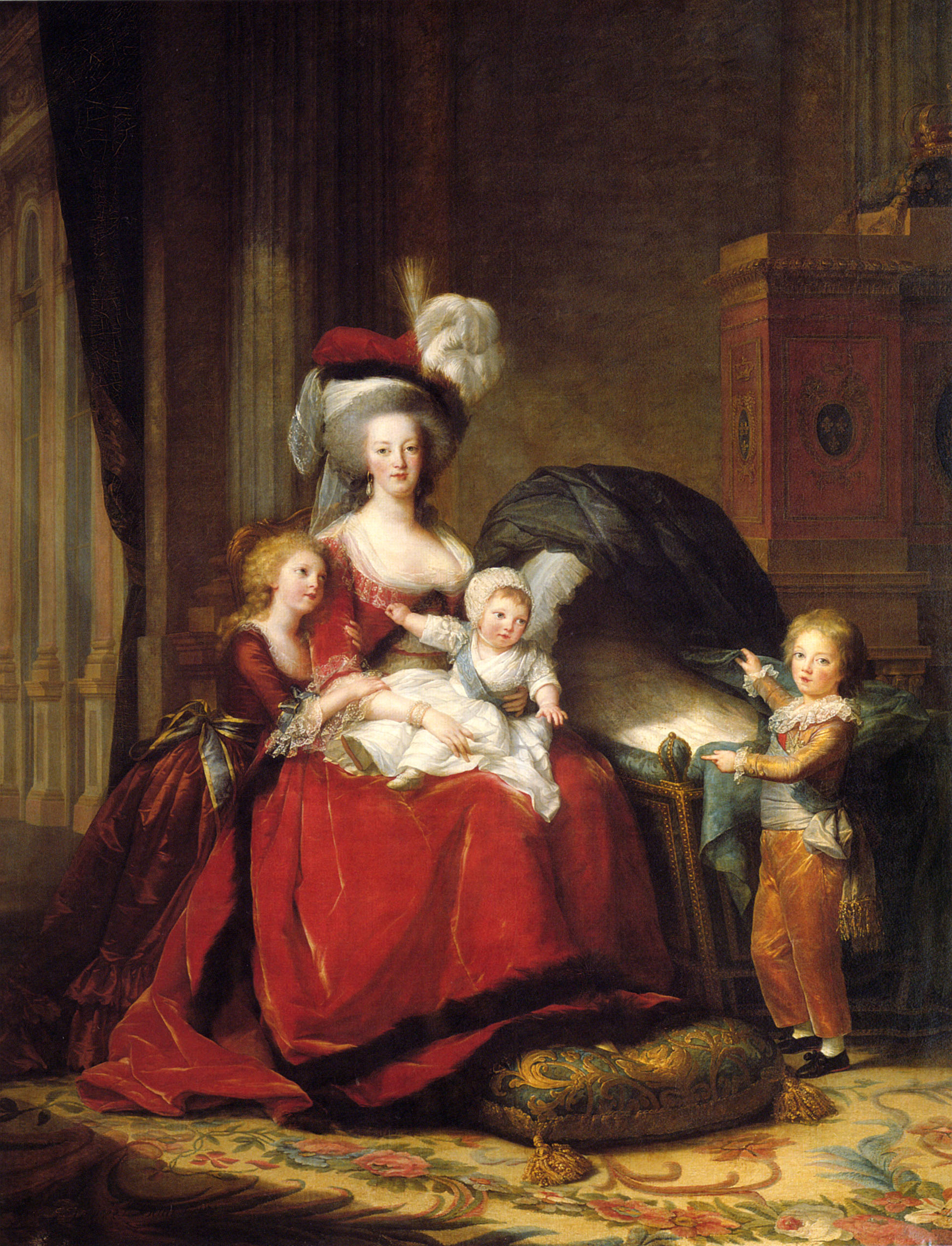
María Antonieta con sus hijos.

Ya en proceso de desatarse la Revolución francesa, se difundió una frase que, supuestamente, habría pronunciado María Antonieta. Se contó que, cuando la gente del pueblo, a falta de harina y trigo para preparar pan, fue a Versalles a encararse con ella, esta habría respondido altaneramente con la frase: «Que coman pasteles» («Qu’ils mangent de la brioche»). Este supuesto hecho causó un gran enojo en el pueblo y contribuyó a que aumentara el odio que este sentía hacia la reina. Hay muchas versiones que señalan por qué razón María Antonieta habría dicho aquello. Sin embargo, ya el filósofo contemporáneo suizo Jean-Jacques Rousseau confirma que la frase no fue proferida por ella, sino por otra reina anterior, María Teresa de Austria (esposa de Luis XIV); la frase original era «S'il ait aucun pain, donnez-leur la croûte au lieu du pâté» («Si no tienen pan, que les den el hojaldre en lugar del paté»).
Según el biógrafo austriaco Stefan Zweig, no hay duda de que esta frase se atribuyó de forma falsa a María Antonieta, y que quien realmente pronunció algo parecido en la misma época fue una de las tías de la reina e hijas de Luis XV, que ante las noticias recibidas de que el pueblo pedía pan, apostilló: «Si no tienen pan, que les den el hojaldre en lugar de paté». Además, Zweig atribuye dicha frase como parte de la campaña de odio en contra de la entonces Reina de Francia.
Aún hoy en día son muchas las personas que consideran a María Antonieta autora de la citada frase, aunque, según la historiadora británica Antonia Fraser, esto nunca fue dicho por María Antonieta.

## La Revolución de 1789
En 1789 la situación de la populariadad de la reina es insostenible. Corre el rumor de que Monsieur (el futuro Luis XVIII) habría depositado en la asamblea de los notables de 1787 un dossier que probaba la ilegitimidad de los infantes reales. El rumor menciona un retiro de la reina en Val-de-Grâce. El abad Soulavie, en sus Memorias históricas y políticas del reinado de Luis XVI, escribe que se pensaba que María Antonieta «se llevaría con ella todas las maldiciones del pueblo y que la autoridad real sería, por este motivo, total y súbitamente regenerada y restaurada».
El 4 de mayo de 1789 se abren los Estados Generales. Después de la misa de apertura sube al púlpito el monseñor de la Fare que, con duras palabras, ataca a María Antonieta, denunciando el lujo desenfrenado de la Corte y de los que, hastiados de este lujo, buscan el placer en «una imitación pueril de la naturaleza» (contado por Adrien Duquesnoy en el Journal sur l’Assemblée constituante), alusión evidente al Pequeño Trianón.
El 4 de junio muere el pequeño delfín Luis José. Para evitar gastos se sacrifica el ceremonial en la basílica de Saint-Denis. La actualidad política no permite a la familia real un sepelio solemne. Conmocionada por este acontecimiento y desorientada por el cariz que toman los Estados Generales, María Antonieta se deja convencer por la idea de una contrarrevolución. En julio, Luis XVI destituye a Necker. La reina sigue fielmente al lado del rey, aun cuando varios tratan de convencer al rey para dejar Versalles e ir a una plaza fuerte segura, lejos de París. 
El 1 de octubre se produce un nuevo escándalo: tras un banquete ofrecido a los guardias de corps de la Casa militar, un regimiento de Flandes que acaba de llegar a París, la reina es aclamada, se enarbolan las escarapelas blancas y las tricolores pisoteadas. París está indignado por estas manifestaciones monárquicas y por el banquete organizado cuando hasta el pan le falta al pueblo. El 5 de octubre una manifestación de mujeres se dirige a Versalles pidiendo pan y diciendo que van en busca del «panadero» (el rey), la «panadera» (la reina) y el «pequeño aprendiz» (el delfín). Al día siguiente, por la mañana, los amotinados, armados con picos y cuchillos, entran en el palacio, matan a dos guardias de corps y amenazan a la familia real, que se ve obligada a regresar a París escoltada por las tropas del marqués de La Fayette y los amotinados. Durante el trayecto se lanzan amenazas contra la reina e incluso le enseñan una cuerda, prometiéndole una farola en la capital para colgarla.

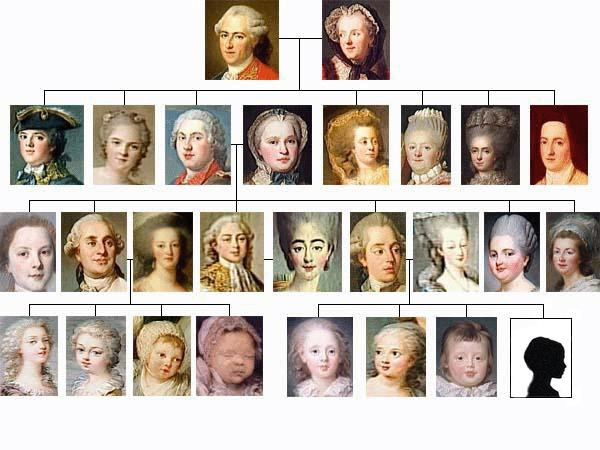
Árbol genealógico de la familia real desde la época de Luis XV hasta los hijos de Luis XVI y los de Carlos X.

### La monarquía constitucional

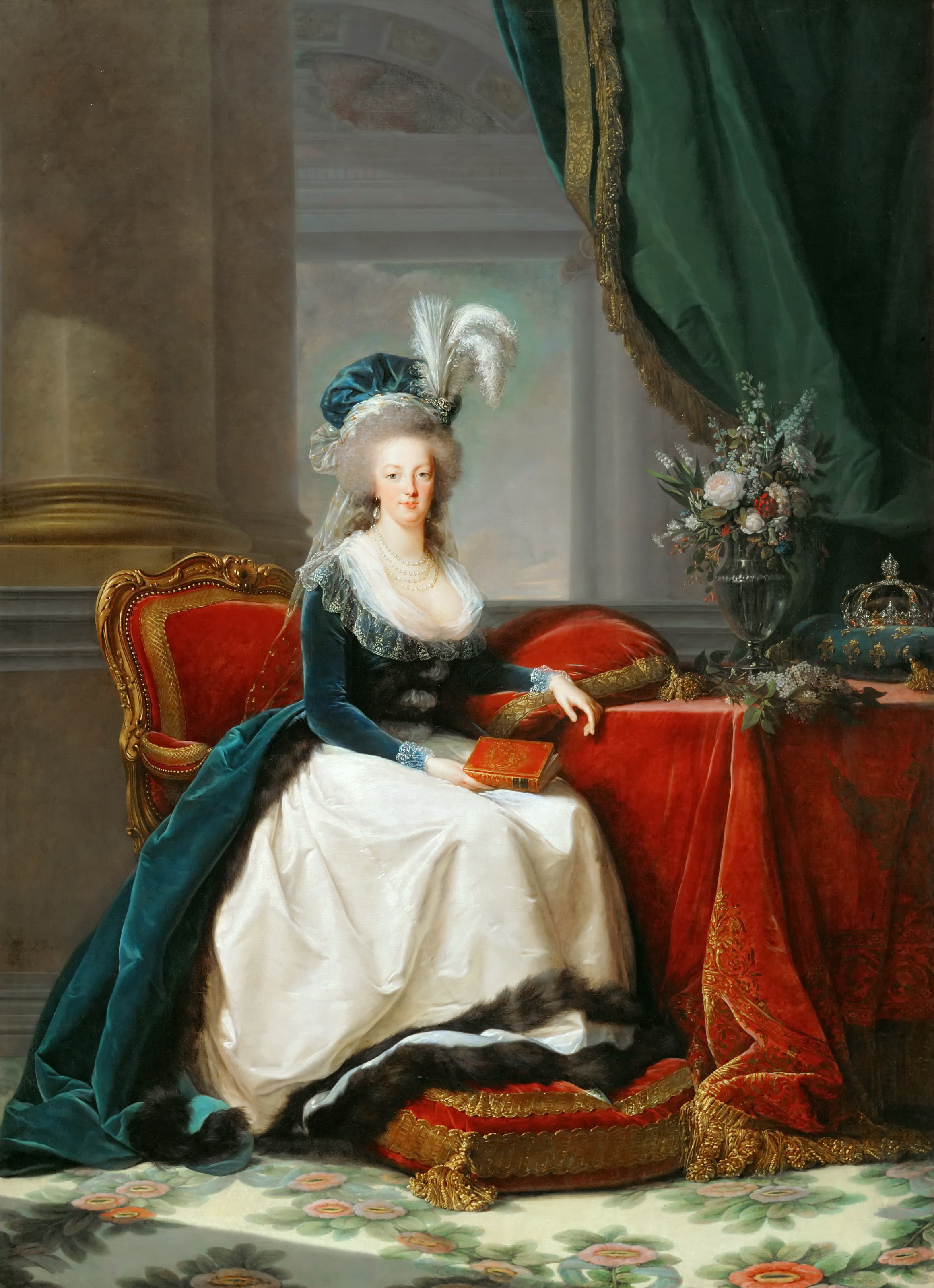
María Antonieta en 1788, poco antes de su derrocamiento.

El 10 de octubre Luis XVI está de nuevo en París. Con María Antonieta, deciden solicitar la ayuda de los monarcas extranjeros, al rey de España Carlos IV y José II, hermano de la reina. Pero el rey de España responde con evasivas y el 20 de febrero de 1790 José II fallece.
Breteuil les propone, a finales de 1790, un plan de evasión. La idea es que dejen el Palacio de las Tullerías y se refugien en la plaza fuerte de Montmédy, próxima a la frontera. La reina está cada vez más sola, sobre todo desde que, en octubre de 1790, Florimond de Mercy-Argenteau se ha marchado de Francia para ocupar su nuevo cargo en la embajada de los Países Bajos, y de que Leopoldo II, el nuevo emperador (otro de sus hermanos), elude sus peticiones de ayuda. Como monarca filósofo, le aconseja a su hermana que acepte los dictados de la nueva Constitución. El 7 de marzo, una carta de Mercy-Argenteau dirigida a la reina es interceptada y entregada a la Comuna. Otro contratiempo para la reina, pues es presentada como una prueba de su intención de vender la patria a Austria.

#### La fuga de Varennes

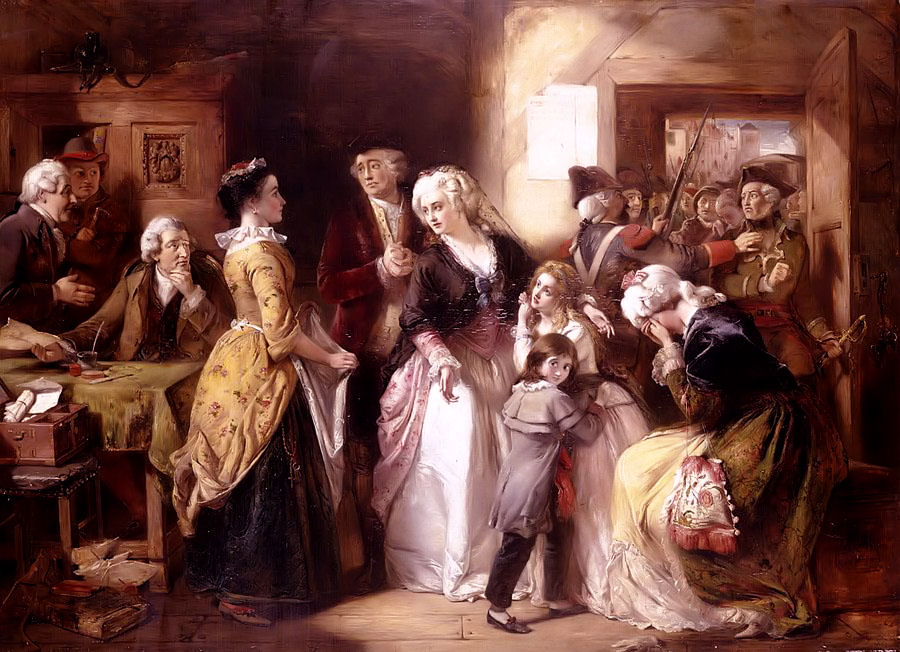
Arresto de la familia real en la casa del registrador de pasaportes en Varennes, en la noche del 21 al 22 de junio de 1791 (por Thomas Falcon Marshall, 1854).

El 20 de junio de 1791 se produce la evasión y la desafortunada expedición a Varennes. Rápidamente París se da cuenta de la fuga, aunque La Fayette intenta hacer creer que el rey ha sido raptado por unos contrarrevolucionarios. La familia real, cerca de París, no se siente muy segura. Desdichadamente, su berlina lleva un retraso de más de tres horas, y así, cuando llegan al primer lugar de encuentro, el relevo de Pont-de-Somme-Vesle, las tropas prometidas se han retirado pensando que el rey ha cambiado de idea. Poco antes del mediodía el carruaje es detenido en Varennes-en-Argonne. El conductor del relevo precedente, en Sainte-Menehould, ha reconocido al rey. Se producen unos momentos de nerviosismo, nadie sabe qué hacer y, durante este lapsus, la muchedumbre llega a Varennes. Por último, la familia real es amenazada y en medio de una situación muy violenta, es devuelta a París.
Interrogado en París por una delegación de la Asamblea Constituyente, Luis XVI contesta con evasivas. Sus respuestas, hechas públicas, suscitan la ira del pueblo, que reclama el derrocamiento del rey. María Antonieta se entrevista secretamente con Antoine Barnave, que quiere convencer al rey para que acepte su papel de monarca constitucional. El 13 de septiembre, Luis XVI acepta la Constitución. El día 30, la Asamblea constitucional se disuelve y es reemplazada por la Asamblea legislativa, aunque se hacen patentes los rumores de guerra con las monarquías próximas, en primer término, Austria. El pueblo se revuelve contra María Antonieta, a la que califican de «monstruo femenino» e incluso de «Madame Veto», acusándola de querer sumir a la capital en un baño de sangre.

## La viuda Capeto

### Caída y muerte del rey
Un año exacto después de la fuga, el 20 de junio de 1792, una turba de aspecto aterrador irrumpió en las Tullerías, la cual obligó al rey a llevar el gorro frigio rojo para mostrar su lealtad a la Revolución; solo para luego insultar a María Antonieta, acusándola de traicionar a Francia, amenazándola con la muerte. En consecuencia, la reina pidió a Fersen empujar a las potencias extranjeras a invadir Francia, y emitir un manifiesto en el que estas amenazaran con destruir París si algo le sucedía a la familia real. El Manifiesto de Brunswick, publicado el 25 de julio, desencadenó los acontecimientos del 10 de agosto, cuando una gran turba armada se apostó fuera de las Tullerías, obligando a la familia real a buscar refugio en la Asamblea Nacional Legislativa. Una hora y media más tarde, el palacio fue invadido por la multitud, la cual masacró a los guardias suizos.
Fruto de ello, se vota la suspensión provisional, y ambos monarcas son internados en el convento de los Feuillants. Al día siguiente, la familia real es transferida a la prisión del Temple en condiciones mucho más duras que las de su confinamiento previo en las Tullerías. Allí moriría, casi dos años más tarde, su segundo hijo varón, a los 10 años de edad, conocido como Luis XVII, aunque por supuesto nunca reinó.
Unas semanas después, varios miembros de la corte y la familia real son interrogados en la Comuna de París y encarcelados en la prisión de La Force. Luego de un rápido juicio, durante las llamadas matanzas de septiembre, la princesa de Lamballe, víctima simbólica, es salvajemente asesinada y su cabeza se exhibe en la punta de una pica, paseándola por delante de las ventanas tras las que se halla María Antonieta, la cual a pesar de evitarle ver la escena, se desmayó al tener conocimiento de esta. Poco después, cuando ya la guerra había empezado, la familia real queda retenida por la Convención.
El 21 de septiembre, la caída de la monarquía fue declarada oficialmente, y la Convención Nacional se convirtió en el órgano de gobierno de la República Francesa. La familia real fue renombrada como los "Capetos". A finales de noviembre se descubre el «armario de hierro» en el que Luis XVI guarda sus papeles secretos. El proceso, a partir de ese momento, es inevitable.
El 26 de diciembre la Convención vota a favor de la muerte de Luis XVI, quien es ejecutado el 21 de enero de 1793.

### El proceso

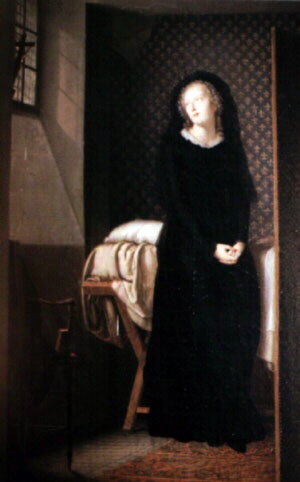
María Antonieta en la Conciergerie. Simon Gervais,

La reina, ahora conocida como la "Viuda Capeto", queda sumida en un profundo duelo. Aún mantenía la esperanza de que su hijo Luis, a quien el conde de Provenza reconoció como nuevo rey desde el exilio, algún día gobernara Francia. A lo largo de su encarcelamiento y hasta su ejecución, María Antonieta pudo contar con la simpatía de las facciones conservadoras y grupos sociales religiosos que se habían vuelto contra la Revolución, y también en los acaudalados individuos listos para corromper a los funcionarios republicanos con el fin de facilitar su escape. Sin embargo, todos los planes fracasaron. Presos en el Temple, María Antonieta, sus hijos y la princesa Isabel fueron insultados y vejados, llegando incluso a que algunos guardias fumaran en la cara de la antigua reina. Se tomaron estrictas medidas de seguridad para asegurar que María Antonieta no pudiese comunicarse con el mundo exterior; pero, a pesar de estas medidas, varios de los guardias mediaron entre ella y sus aliados en el exterior.
Después de la ejecución de Luis XVI, el destino de María Antonieta se convirtió en una cuestión central para la Convención Nacional. El 27 de marzo, Robespierre pregunta, por primera vez, delante de la Convención por la suerte de la reina. Mientras que algunos abogaron por su muerte, otros propusieron intercambiarla por prisioneros de guerra franceses o por un rescate del Sacro Imperio Romano Germánico. Thomas Paine abogó por su exilio a Estados Unidos. En abril de 1793, durante el reinado del terror, se formó un Comité de Salvación Pública dominado por Robespierre, y personas como Jacques-René Hébert presionaron por enjuiciar a María Antonieta.
Con la idea de reformar el pensamiento del joven Luis de ocho años de edad, el 13 de julio es separado de su madre y confiado al zapatero Antoine Simon, luego de vanos intentos de la reina por retener a su hijo. Hasta su traslado desde la prisión, María Antonieta pasó largas horas intentando ver, infructuosamente, a su hijo.

#### Prisión en la Conciergerie
La noche del 1 de agosto, a la 1 de la mañana, María Antonieta fue trasladada desde el Temple hacia una celda aislada en la prisión de la Conciergerie, como "prisionero n° 280". Al salir de la torre se golpeó la cabeza contra el dintel de la puerta, por lo que uno de los guardias le preguntó sobre si estaba herida, a lo que ella respondió:

"¡No! Ahora nada puede hacerme daño".

Este se convertiría en el período más duro de su confinamiento, donde estuvo bajo vigilancia constante, sin privacidad. Durante su estancia contó con la presencia de Rosalie Lamorlière, una mujer que se preocupó de atenderla y hacerle compañía en su celda. Así también, al menos una vez, recibió la visita de un sacerdote católico.
La primera celda de María Antonieta en La Conciergerie fue instalada en la antigua sala de reunión de los carceleros (una celda humilde con un catre, un sillón de caña, dos sillas y una mesa). La celda tenía una estrecha y pequeña ventana que daba al jardín de las mujeres. A finales de agosto se realizó el llamado "Complot del clavel" (Le complot de l'œillet), dirigido por Alexandre Gonsse de Rougeville, para ayudarla a escapar, aunque el plan fue frustrado prontamente debido a que no todos los guardias de la prisión fueron convencidos de participar. Fruto de ello, María Antonieta fue llevada a una segunda celda, donde un simple biombo la separaba de los guardias que la custodiaban. Posteriormente, Luis XVIII hizo cerrar con una pared esta segunda celda y construir una capilla. La mitad oeste fue anexionada a la capilla real por medio de un local en el que se asegura que Robespierre pasó sus últimas horas.

#### Juicio

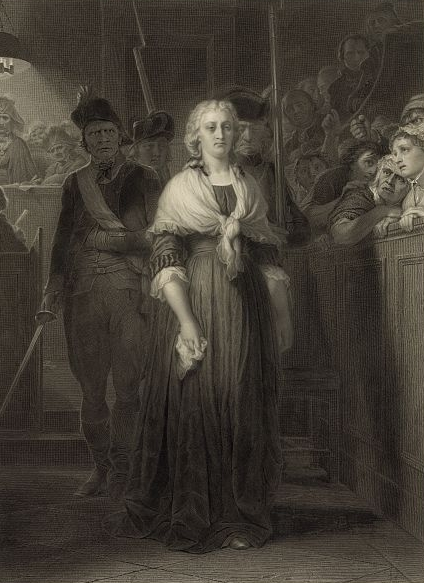
María Antonieta frente al Tribunal Revolucionario. Grabado de Alphonse François a partir de una pintura de Paul Delaroche. 1857.

El 14 de agosto de 1793, María Antonieta es puesta a disposición judicial ante el Tribunal revolucionario, presentándose como acusador público Fouquier-Tinville. Si en el juicio de Luis XVI se había intentado guardar las apariencias de una cierta equidad, no se hizo así con el proceso a María Antonieta. El dossier se prepara a toda prisa; es, a todas luces, incompleto, ya que Fouquier-Tinville no logra encontrar todos los documentos de Luis XVI.[cita requerida]
Para exagerar la acusación, Tinville hace declarar contra su madre al delfín, manipulado por sus guardianes revolucionarios. Delante del tribunal, el niño acusa falsamente a su madre y a su tía, Madame Isabel, de haberle incitado a la masturbación y de haberle obligado a participar con ellas en ciertos juegos sexuales. Indignada, María Antonieta pide a las mujeres del público que la defiendan: «La naturaleza rechaza semejante acusación hecha a una madre. Apelo a todas las madres presentes en la sala». 
Se la acusa, asimismo, de entenderse con las potencias extranjeras. Como la reina lo niega, Herman, presidente del Tribunal, la señala como «la instigadora principal de la traición de Luis Capeto», lo cual presupone un proceso por alta traición. El preámbulo del acta de acusación declara asimismo:

"Examinados todos los documentos presentados por el acusador público resulta que, a semejanza de las Mesalinas, Brunegilda, Fredegunda y Médicis, que fueron calificadas como reinas de Francia y cuyos nombres, para siempre odiosos, no figurarán en los anales de la Historia, María Antonieta, viuda de Luis Capeto, ha sido, después de su paso por Francia, la plaga y la sanguijuela de los franceses".

Las declaraciones de los testigos de cargo resultaron poco convincentes [cita requerida]. María Antonieta contesta:

"No fui más que la esposa de Luis XVI, fue él el que cometió los errores y ella aceptó su voluntad."

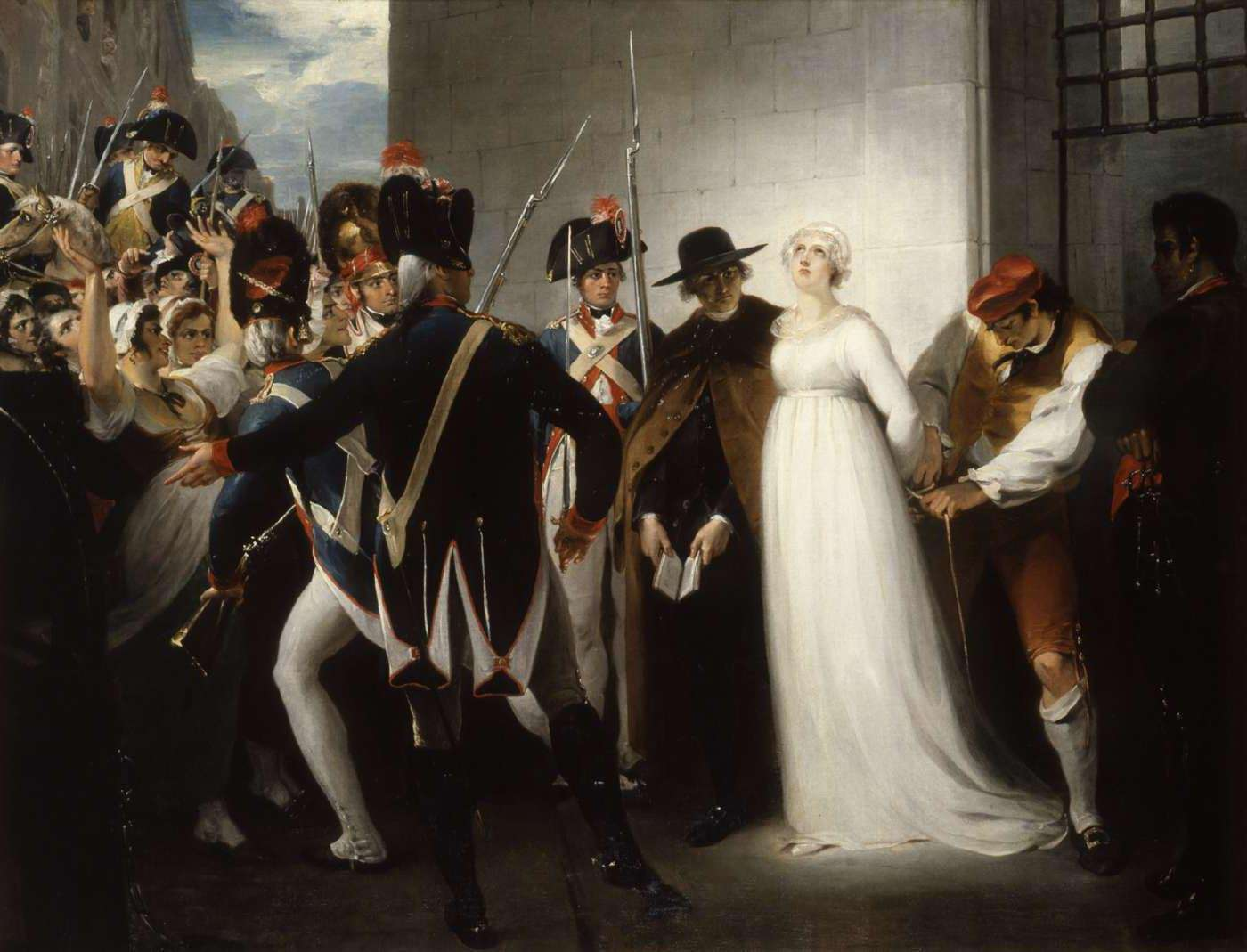
María Antonieta es conducida a la guillotina (Museo de la Revolución francesa).

Fouquier-Tinville pide la pena de muerte y declara a la acusada «enemiga declarada de la nación francesa». Los dos abogados de María Antonieta, Tronçon-Ducoudray y Chauveau-Lagarde, jóvenes e inexpertos, desconociendo el dossier, solo pueden leer, en voz alta, algunas notas que han podido redactar.
Cuatro preguntas se dirigen al jurado:
1.- ¿Se tiene constancia de que hayan existido maniobras y contactos con las potencias extranjeras u otros enemigos exteriores de la República? Las mencionadas maniobras y contactos ¿tenían como objetivo proveer ayudas monetarias, darles entrada al territorio francés y facilitarles la compra de armas?
2.- ¿Tiene conciencia María Antonieta de Austria (…) de haber cooperado en estas maniobras y contactos?
3.- ¿Se tiene constancia de que existe un complot y una conspiración para conducir a una guerra civil en el interior de la República?
4.- ¿Está convencida María Antonieta de haber participado en este complot y esta conspiración?
A estas cuatro preguntas el jurado responde que sí. María Antonieta es condenada a la pena capital el 16 de octubre, dos días después del inicio del juicio, acusada de alta traición. De madrugada escribe una carta a Madame Isabel, la hermana de Luis XVI: 

"Acabo de ser condenada, no a una muerte honrosa, sino a la que se reserva solo para los criminales, pero voy a reunirme con vuestro hermano."

### Ejecución

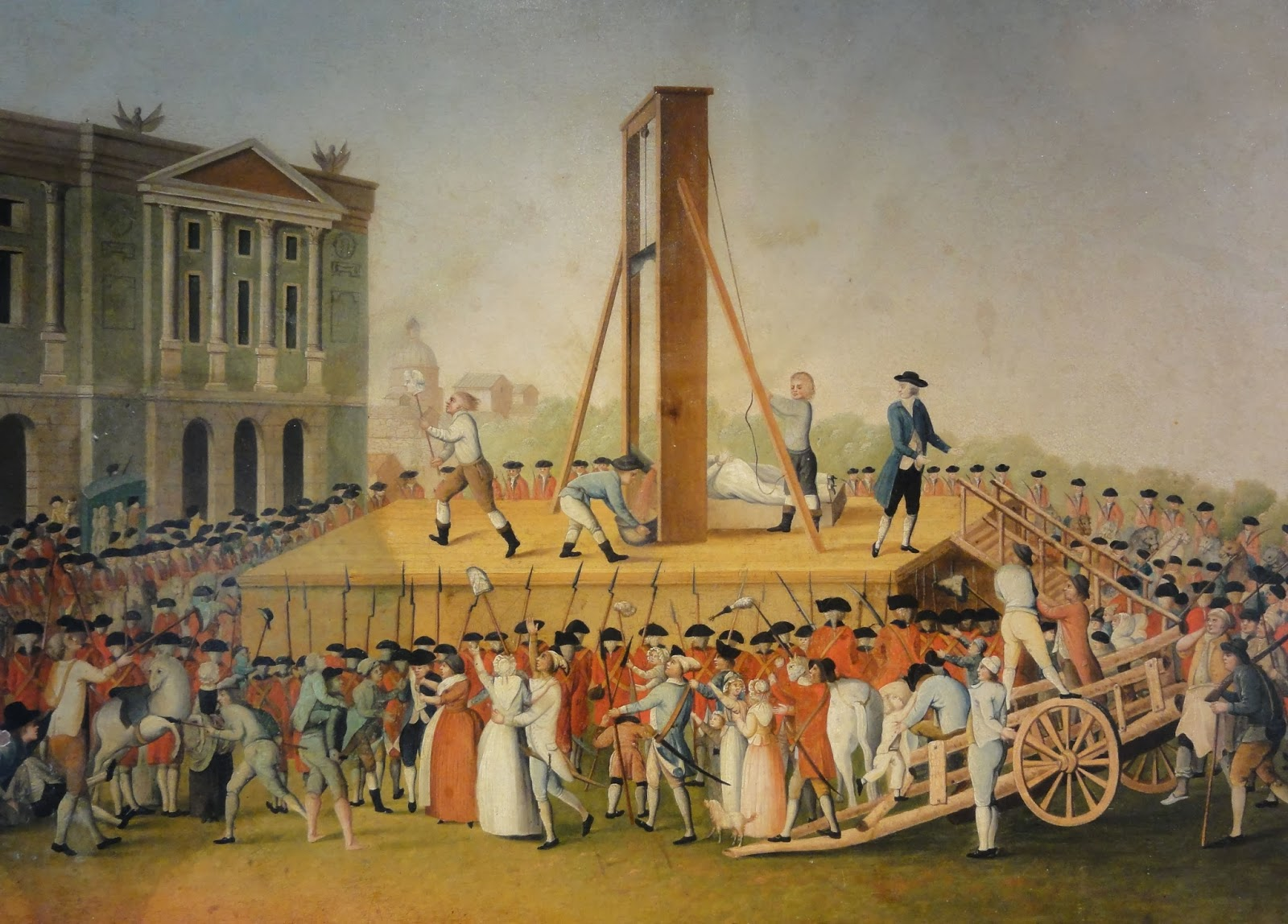
Ejecución de María Antonieta. Anónimo, 1793.

Al mediodía del 16 de octubre de 1793, María Antonieta es guillotinada, sin haber querido confesarse con el sacerdote constitucional que le habían propuesto. El día de su ejecución, mientras el pueblo entero la abucheaba e insultaba, María Antonieta se tropezó subiendo al cadalso y pisó al verdugo que estaba a punto de guillotinarla. Ella le dijo las que fueron sus últimas palabras en vida: «Disculpe, señor, no lo hice a propósito».
Fue enterrada en el cementerio de la Madeleine, calle de Anjou-Saint-Honoré, con la cabeza entre las piernas. Su cuerpo fue exhumado posteriormente el 18 de enero de 1815 y transportado el 21 a Saint-Denis.
En su descargo y por lo que se deduce de una carta escrita a su hermano, parece ser que ella no tuvo nunca ninguna influencia acerca de las decisiones políticas tomadas por el rey. 

"Yo sé que, sobre todo en las cuestiones políticas, no he tenido ningún ascendiente sobre las ideas o pensamientos del rey. ¿Sería prudente para mí el tener con su ministro algunas entrevistas para tratar de ciertos asuntos sobre los cuales él está casi seguro de que el rey no me atendería? Sin hacer ostentación alguna ni mentir, yo dejo creer al pueblo que tengo más crédito del que en realidad tengo, porque si no se me cree, tendré todavía menos crédito".

Tras la ejecución de María Antonieta se declaró la guerra entre Francia y Austria, poniendo fin a la alianza establecida por Bernis y Choiseul, que había resistido hasta ese momento.
De 1779 a 1800, la pintora Vigée-Lebrun pintó unos treinta retratos de María Antonieta.

## El testamento de María Antonieta

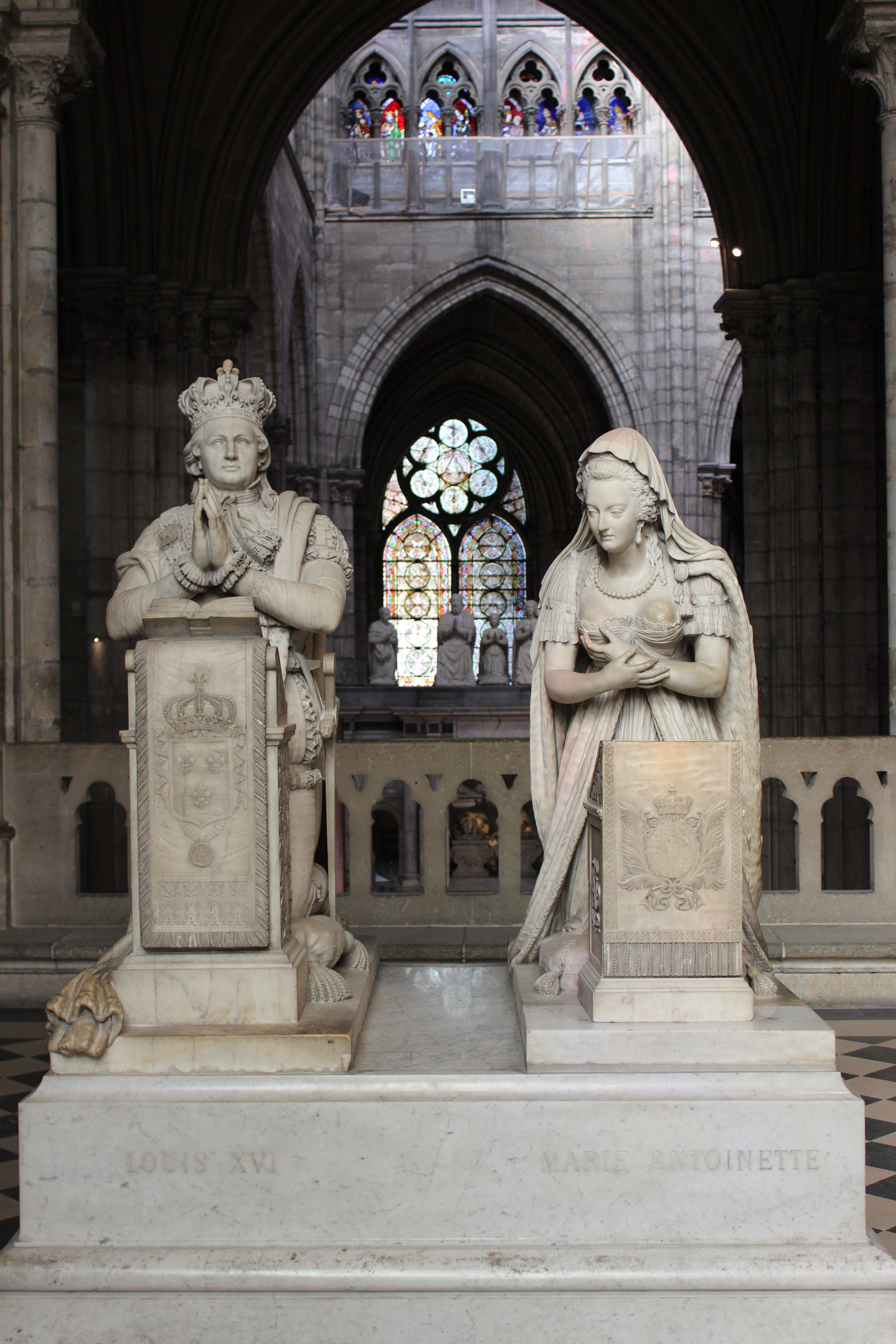
Tumba de María Antonieta y Luis XVI en la Basílica de Saint Denis.

De vuelta al calabozo, a la reina de Francia solo le quedaban unas horas antes de ser ejecutada, horas que María Antonieta empleó en dejar un último mensaje de amor y de perdón a sus seres queridos. Una carta grave y conmovedora, dirigida a su cuñada Madame Isabel, que la princesa real nunca recibiría, pues fue interceptada y entregada a Robespierre y estuvo desaparecida hasta el año 1816, cuando salió a la luz con motivo de la restauración borbónica en Francia (Luis XVIII):

"Es a usted, hermana mía, que yo escribo por última vez. Acabo de ser condenada, no exactamente a una muerte honrosa, si no a la de los criminales, pero tengo el consuelo de que voy a reunirme con vuestro hermano, inocente como él, yo espero mostrar la misma firmeza que él en sus últimos momentos. Estoy tranquila porque la conciencia no tiene nada que reprocharnos, tengo un profundo dolor por abandonar a mis pobres hijos, usted sabe que yo no vivo más que para ellos, y usted, mi buena y tierna hermana, usted que por su amistad ha sacrificado todo por estar con nosotros, ¡en qué posición la dejo! Me enteré por los alegatos mismos del proceso que mi hija ha sido separada de usted, ¡Dios Mío! A la pobre niña no me atrevo a escribirle, ella no recibiría mi carta, ni siquiera sé si esta le llegará a usted, reciba por medio de esta, para ellos dos mi bendición. Espero que un día, ya que ellos sean grandes, se podrán reunir con usted, y recibir por entero las atenciones de ellos, que ellos piensen en mí y que no deje yo de inspirarles, que los principios y el cumplimiento exacto de sus deberes sean la base fundamental de su vida, que su amistad y su confianza mutua, les sean venturosos, que mi hija sienta que por su edad que tiene, debe ayudar siempre a su hermano por medio de los consejos que la experiencia le habrá dado a ella más que a él y que la amistad entre ambos lo puedan inspirar, que mi hijo a su vez, le brinde a su hermana todas las atenciones, los servicios que la amistad pueda inspirar, que ellos sientan que, en cualquier posición en la que se puedan encontrar, les será verdaderamente de buenaventura, que por su unión ellos tomen ejemplo de la nuestra y también de nuestras desgracias, nuestra amistad nos ha dado consuelo, y en la alegría nos ha traído doblemente felicidad cuando uno puede encontrar un amigo y ¿Dónde se pueden encontrar los mejores y lo más queridos que dentro de su propia familia? Que mi hijo no olvide jamás las últimas palabras de su padre, que yo le repito expresamente: “Que no busque jamás vengar nuestra muerte”. Tengo que mencionarle a usted algo muy doloroso para mi corazón, sé muy bien que este niño le ha causado a usted mucha pena, perdónelo, querida hermana, piense en la edad que él tiene y también lo fácil que es obligar a un niño a decir cosas que no conoce y que ni siquiera comprende, vendrá un día, espero, en que él no tendrá más que corresponderle a usted con todas las recompensas posibles por vuestras bondades y ternuras para ellos. Me queda confiarle a usted mis últimos pensamientos, yo quisiera haber escrito desde el principio del proceso, pero no se me permitía escribir, la marcha ha sido tan rápida que ya no me dio tiempo.

Muero dentro de la Religión Católica, Apostólica y Romana, en la religión de mis padres, en la cual fui educada y que siempre he practicado, no teniendo ningún consuelo espiritual, ni siquiera he buscado si hay aquí sacerdotes de esta religión, a los otros sacerdotes (constitucionales) si hay, no les diré mucho. Pido sinceramente perdón a Dios por todas las faltas que yo haya cometido en mi vida. Espero que en su bondad Él tendrá a bien recibir mis últimos votos, ya que los hago después de mucho tiempo para que Él reciba mi alma en Su misericordia y Su bondad. Pido perdón a todos aquellos que conozco, a usted, hermana mía, en particular, por todas las penas que, sin querer, le haya podido causar, perdono a todos mis enemigos el mal que me han hecho. Aquí, digo adiós a mis tías y a todos mis hermanos y hermanas, a mis amigos, la idea de estar separada para siempre y sus penas son uno de los más grandes dolores que les doy al morir, que ellos sepan, al menos, que justo hasta mi último momento yo pensaré en ellos.

Adiós, dulce y tierna hermana, espero que esta carta llegue a sus manos! Piense siempre en mí, la abrazo con todo mi corazón al igual que a mis pobres y amados hijos, ¡Dios Mío! Que doloroso es dejarlos para siempre. ¡Adiós, Adiós! Me voy para ocuparme de mis deberes espirituales, pues como no soy dueña de mis acciones, me acompañará un sacerdote (constitucional) pero yo protesto aquí que no le diré una sola palabra y que lo trataré como a un absoluto extraño".

## Descendencia
| Nombre       | Imagen | Fecha de nacimiento     | Fecha de defunción    | Nota(s) |
| ------------ | ------ | ----------------------- | --------------------- | --- |
| María Teresa |        | 19 de diciembre de 1778 | 19 de octubre de 1851 | Madame Royale. Se casó con su primo, el duque de Angulema. Sin descendencia.                                                 |
| Luis José    |        | 22 de octubre de 1781   | 4 de junio de 1789    | Delfín de Francia. Murió en la infancia.                                                                                     |
| Luis Carlos  |        | 27 de marzo de 1785     | 8 de junio de 1795    | Príncipe de Francia. Considerado por los monárquicos franceses y las monarquías europeas como Luis XVII. Murió en la cárcel. |
| Sofía        |        | 9 de julio de 1786      | 19 de junio de 1787   | Murió en la infancia. |

## Ancestros
| \| \| \| \| \| \| \| \| \| \| \| \| \| \| \| \| \| \| \| \| 16. Nicolás II de Lorena \| \| \| \| \| \| \| \| \| \| \| \| \| \| \| \| \| \| \| \| \| \| \| \| \| \| \| \| \| \| \| \| \| \| \| \| \| \| \| \| \| \| \| \| \| \| \| \| \| \| \| \| \| \| 8. Carlos V de Lorena \| \| \| \| \| \| \| \| \| \| \| \| \| \| \| \| \| \| \| \| \| \| \| \| \| \| \| \| \| \| \| \| \| \| \| \| \| \| \| \| \| \| \| \| \| \| \| \| \| \| \| \| \| \| 17. Claudia de Lorena \| \| \| \| \| \| \| \| \| \| \| \| \| \| \| \| \| \| \| \| \| \| \| \| \| \| \| \| \| \| \| \| \| \| \| \| \| \| \| \| \| \| \| \| \| \| \| \| \| \| \| \| \| \| 4. Leopoldo I de Lorena \| \| \| \| \| \| \| \| \| \| \| \| \| \| \| \| \| \| \| \| \| \| \| \| \| \| \| \| \| \| \| \| \| \| \| \| \| \| \| \| \| \| \| \| \| \| \| \| \| \| \| \| \| \| 18. Fernando III de Habsburgo \| \| \| \| \| \| \| \| \| \| \| \| \| \| \| \| \| \| \| \| \| \| \| \| \| \| \| \| \| \| \| \| \| \| \| \| \| \| \| \| \| \| \| \| \| \| \| \| \| \| \| \| \| \| 9. Leonor María Josefa de Habsburgo \| \| \| \| \| \| \| \| \| \| \| \| \| \| \| \| \| \| \| \| \| \| \| \| \| \| \| \| \| \| \| \| \| \| \| \| \| \| \| \| \| \| \| \| \| \| \| \| \| \| \| \| \| \| 19. Leonor de Mantua \| \| \| \| \| \| \| \| \| \| \| \| \| \| \| \| \| \| \| \| \| \| \| \| \| \| \| \| \| \| \| \| \| \| \| \| \| \| \| \| \| \| \| \| \| \| \| \| \| \| \| \| \| \| 2. Francisco I del Sacro Imperio Romano Germánico \| \| \| \| \| \| \| \| \| \| \| \| \| \| \| \| \| \| \| \| \| \| \| \| \| \| \| \| \| \| \| \| \| \| \| \| \| \| \| \| \| \| \| \| \| \| \| \| \| \| \| \| \| \| 20. Luis XIII de Francia \| \| \| \| \| \| \| \| \| \| \| \| \| \| \| \| \| \| \| \| \| \| \| \| \| \| \| \| \| \| \| \| \| \| \| \| \| \| \| \| \| \| \| \| \| \| \| \| \| \| \| \| \| \| 10. Felipe I de Orleans \| \| \| \| \| \| \| \| \| \| \| \| \| \| \| \| \| \| \| \| \| \| \| \| \| \| \| \| \| \| \| \| \| \| \| \| \| \| \| \| \| \| \| \| \| \| \| \| \| \| \| \| \| \| 21. Ana de Austria \| \| \| \| \| \| \| \| \| \| \| \| \| \| \| \| \| \| \| \| \| \| \| \| \| \| \| \| \| \| \| \| \| \| \| \| \| \| \| \| \| \| \| \| \| \| \| \| \| \| \| \| \| \| 5. Isabel Carlota de Orleans \| \| \| \| \| \| \| \| \| \| \| \| \| \| \| \| \| \| \| \| \| \| \| \| \| \| \| \| \| \| \| \| \| \| \| \| \| \| \| \| \| \| \| \| \| \| \| \| \| \| \| \| \| \| 22. Carlos I Luis del Palatinado \| \| \| \| \| \| \| \| \| \| \| \| \| \| \| \| \| \| \| \| \| \| \| \| \| \| \| \| \| \| \| \| \| \| \| \| \| \| \| \| \| \| \| \| \| \| \| \| \| \| \| \| \| \| 11. Isabel Carlota del Palatinado \| \| \| \| \| \| \| \| \| \| \| \| \| \| \| \| \| \| \| \| \| \| \| \| \| \| \| \| \| \| \| \| \| \| \| \| \| \| \| \| \| \| \| \| \| \| \| \| \| \| \| \| \| \| 23. Carlota de Hesse-Kassel \| \| \| \| \| \| \| \| \| \| \| \| \| \| \| \| \| \| \| \| \| \| \| \| \| \| \| \| \| \| \| \| \| \| \| \| \| \| \| \| \| \| \| \| \| \| \| \| \| \| \| \| \| \| 1. María Antonieta de Austria \| \| \| \| \| \| \| \| \| \| \| \| \| \| \| \| \| \| \| \| \| \| \| \| \| \| \| \| \| \| \| \| \| \| \| \| \| \| \| \| \| \| \| \| \| \| \| \| \| \| \| \| \| \| 24. Fernando III de Habsburgo \| \| \| \| \| \| \| \| \| \| \| \| \| \| \| \| \| \| \| \| \| \| \| \| \| \| \| \| \| \| \| \| \| \| \| \| \| \| \| \| \| \| \| \| \| \| \| \| \| \| \| \| \| \| 12. Leopoldo I de Habsburgo \| \| \| \| \| \| \| \| \| \| \| \| \| \| \| \| \| \| \| \| \| \| \| \| \| \| \| \| \| \| \| \| \| \| \| \| \| \| \| \| \| \| \| \| \| \| \| \| \| \| \| \| \| \| 25. María Ana de Austria \| \| \| \| \| \| \| \| \| \| \| \| \| \| \| \| \| \| \| \| \| \| \| \| \| \| \| \| \| \| \| \| \| \| \| \| \| \| \| \| \| \| \| \| \| \| \| \| \| \| \| \| \| \| 6. Carlos VI del Sacro Imperio Romano Germánico \| \| \| \| \| \| \| \| \| \| \| \| \| \| \| \| \| \| \| \| \| \| \| \| \| \| \| \| \| \| \| \| \| \| \| \| \| \| \| \| \| \| \| \| \| \| \| \| \| \| \| \| \| \| 26. Felipe Guillermo, elector Palatino \| \| \| \| \| \| \| \| \| \| \| \| \| \| \| \| \| \| \| \| \| \| \| \| \| \| \| \| \| \| \| \| \| \| \| \| \| \| \| \| \| \| \| \| \| \| \| \| \| \| \| \| \| \| 13. Leonor Magdalena de Neoburgo \| \| \| \| \| \| \| \| \| \| \| \| \| \| \| \| \| \| \| \| \| \| \| \| \| \| \| \| \| \| \| \| \| \| \| \| \| \| \| \| \| \| \| \| \| \| \| \| \| \| \| \| \| \| 27. Isabel Amalia de Hesse-Darmstadt \| \| \| \| \| \| \| \| \| \| \| \| \| \| \| \| \| \| \| \| \| \| \| \| \| \| \| \| \| \| \| \| \| \| \| \| \| \| \| \| \| \| \| \| \| \| \| \| \| \| \| \| \| \| 3. María Teresa I de Austria \| \| \| \| \| \| \| \| \| \| \| \| \| \| \| \| \| \| \| \| \| \| \| \| \| \| \| \| \| \| \| \| \| \| \| \| \| \| \| \| \| \| \| \| \| \| \| \| \| \| \| \| \| \| 28. Antonio Ulrico de Brunswick-Wolfenbüttel \| \| \| \| \| \| \| \| \| \| \| \| \| \| \| \| \| \| \| \| \| \| \| \| \| \| \| \| \| \| \| \| \| \| \| \| \| \| \| \| \| \| \| \| \| \| \| \| \| \| \| \| \| \| 14. Luis Rodolfo de Brunswick-Luneburgo \| \| \| \| \| \| \| \| \| \| \| \| \| \| \| \| \| \| \| \| \| \| \| \| \| \| \| \| \| \| \| \| \| \| \| \| \| \| \| \| \| \| \| \| \| \| \| \| \| \| \| \| \| \| 29. Isabel de Schleswig-Holstein-Sonderburgo \| \| \| \| \| \| \| \| \| \| \| \| \| \| \| \| \| \| \| \| \| \| \| \| \| \| \| \| \| \| \| \| \| \| \| \| \| \| \| \| \| \| \| \| \| \| \| \| \| \| \| \| \| \| 7. Isabel Cristina de Brunswick-Wolfenbüttel \| \| \| \| \| \| \| \| \| \| \| \| \| \| \| \| \| \| \| \| \| \| \| \| \| \| \| \| \| \| \| \| \| \| \| \| \| \| \| \| \| \| \| \| \| \| \| \| \| \| \| \| \| \| 30. Alberto Ernesto I de Öttingen-Öttingen \| \| \| \| \| \| \| \| \| \| \| \| \| \| \| \| \| \| \| \| \| \| \| \| \| \| \| \| \| \| \| \| \| \| \| \| \| \| \| \| \| \| \| \| \| \| \| \| \| \| \| \| \| \| 15. Cristina Luisa de Oettingen-Oettingen \| \| \| \| \| \| \| \| \| \| \| \| \| \| \| \| \| \| \| \| \| \| \| \| \| \| \| \| \| \| \| \| \| \| \| \| \| \| \| \| \| \| \| \| \| \| \| \| \| \| \| \| \| \| 31. Cristina Federica de Wurtemberg \| \| \| \| \| \| \| \| \| \| \| \| \| \| \| \| \| \| \| \| \| \| \| \| \| \| \| \| \| \| \| \| \| \| \| \| \| \| \| \| \| \| \| \| \| \| \| \| \| \| \| \| |                                                   |  |  |  |  |  |  |  |  |  |  |  |  |  |  |  |
| |                                                   |  |  |  |  |  |  |  |  |  |  |  |  |  |  |  |
| | 16. Nicolás II de Lorena                          |  |  |  |  |  |  |  |  |  |  |  |  |  |  |  |
| |                                                   |  |  |  |  |  |  |  |  |  |  |  |  |  |  |  |
| |                                                   |  |  |  |  |  |  |  |  |  |  |  |  |  |  |  |
| | 8. Carlos V de Lorena                             |  |  |  |  |  |  |  |  |  |  |  |  |  |  |  |
| |                                                   |  |  |  |  |  |  |  |  |  |  |  |  |  |  |  |
| |                                                   |  |  |  |  |  |  |  |  |  |  |  |  |  |  |  |
| | 17. Claudia de Lorena                             |  |  |  |  |  |  |  |  |  |  |  |  |  |  |  |
| |                                                   |  |  |  |  |  |  |  |  |  |  |  |  |  |  |  |
| |                                                   |  |  |  |  |  |  |  |  |  |  |  |  |  |  |  |
| | 4. Leopoldo I de Lorena                           |  |  |  |  |  |  |  |  |  |  |  |  |  |  |  |
| |                                                   |  |  |  |  |  |  |  |  |  |  |  |  |  |  |  |
| |                                                   |  |  |  |  |  |  |  |  |  |  |  |  |  |  |  |
| | 18. Fernando III de Habsburgo                     |  |  |  |  |  |  |  |  |  |  |  |  |  |  |  |
| |                                                   |  |  |  |  |  |  |  |  |  |  |  |  |  |  |  |
| |                                                   |  |  |  |  |  |  |  |  |  |  |  |  |  |  |  |
| | 9. Leonor María Josefa de Habsburgo               |  |  |  |  |  |  |  |  |  |  |  |  |  |  |  |
| |                                                   |  |  |  |  |  |  |  |  |  |  |  |  |  |  |  |
| |                                                   |  |  |  |  |  |  |  |  |  |  |  |  |  |  |  |
| | 19. Leonor de Mantua                              |  |  |  |  |  |  |  |  |  |  |  |  |  |  |  |
| |                                                   |  |  |  |  |  |  |  |  |  |  |  |  |  |  |  |
| |                                                   |  |  |  |  |  |  |  |  |  |  |  |  |  |  |  |
| | 2. Francisco I del Sacro Imperio Romano Germánico |  |  |  |  |  |  |  |  |  |  |  |  |  |  |  |
| |                                                   |  |  |  |  |  |  |  |  |  |  |  |  |  |  |  |
| |                                                   |  |  |  |  |  |  |  |  |  |  |  |  |  |  |  |
| | 20. Luis XIII de Francia                          |  |  |  |  |  |  |  |  |  |  |  |  |  |  |  |
| |                                                   |  |  |  |  |  |  |  |  |  |  |  |  |  |  |  |
| |                                                   |  |  |  |  |  |  |  |  |  |  |  |  |  |  |  |
| | 10. Felipe I de Orleans                           |  |  |  |  |  |  |  |  |  |  |  |  |  |  |  |
| |                                                   |  |  |  |  |  |  |  |  |  |  |  |  |  |  |  |
| |                                                   |  |  |  |  |  |  |  |  |  |  |  |  |  |  |  |
| | 21. Ana de Austria                                |  |  |  |  |  |  |  |  |  |  |  |  |  |  |  |
| |                                                   |  |  |  |  |  |  |  |  |  |  |  |  |  |  |  |
| |                                                   |  |  |  |  |  |  |  |  |  |  |  |  |  |  |  |
| | 5. Isabel Carlota de Orleans                      |  |  |  |  |  |  |  |  |  |  |  |  |  |  |  |
| |                                                   |  |  |  |  |  |  |  |  |  |  |  |  |  |  |  |
| |                                                   |  |  |  |  |  |  |  |  |  |  |  |  |  |  |  |
| | 22. Carlos I Luis del Palatinado                  |  |  |  |  |  |  |  |  |  |  |  |  |  |  |  |
| |                                                   |  |  |  |  |  |  |  |  |  |  |  |  |  |  |  |
| |                                                   |  |  |  |  |  |  |  |  |  |  |  |  |  |  |  |
| | 11. Isabel Carlota del Palatinado                 |  |  |  |  |  |  |  |  |  |  |  |  |  |  |  |
| |                                                   |  |  |  |  |  |  |  |  |  |  |  |  |  |  |  |
| |                                                   |  |  |  |  |  |  |  |  |  |  |  |  |  |  |  |
| | 23. Carlota de Hesse-Kassel                       |  |  |  |  |  |  |  |  |  |  |  |  |  |  |  |
| |                                                   |  |  |  |  |  |  |  |  |  |  |  |  |  |  |  |
| |                                                   |  |  |  |  |  |  |  |  |  |  |  |  |  |  |  |
| | 1. María Antonieta de Austria                     |  |  |  |  |  |  |  |  |  |  |  |  |  |  |  |
| |                                                   |  |  |  |  |  |  |  |  |  |  |  |  |  |  |  |
| |                                                   |  |  |  |  |  |  |  |  |  |  |  |  |  |  |  |
| | 24. Fernando III de Habsburgo                     |  |  |  |  |  |  |  |  |  |  |  |  |  |  |  |
| |                                                   |  |  |  |  |  |  |  |  |  |  |  |  |  |  |  |
| |                                                   |  |  |  |  |  |  |  |  |  |  |  |  |  |  |  |
| | 12. Leopoldo I de Habsburgo                       |  |  |  |  |  |  |  |  |  |  |  |  |  |  |  |
| |                                                   |  |  |  |  |  |  |  |  |  |  |  |  |  |  |  |
| |                                                   |  |  |  |  |  |  |  |  |  |  |  |  |  |  |  |
| | 25. María Ana de Austria                          |  |  |  |  |  |  |  |  |  |  |  |  |  |  |  |
| |                                                   |  |  |  |  |  |  |  |  |  |  |  |  |  |  |  |
| |                                                   |  |  |  |  |  |  |  |  |  |  |  |  |  |  |  |
| | 6. Carlos VI del Sacro Imperio Romano Germánico   |  |  |  |  |  |  |  |  |  |  |  |  |  |  |  |
| |                                                   |  |  |  |  |  |  |  |  |  |  |  |  |  |  |  |
| |                                                   |  |  |  |  |  |  |  |  |  |  |  |  |  |  |  |
| | 26. Felipe Guillermo, elector Palatino            |  |  |  |  |  |  |  |  |  |  |  |  |  |  |  |
| |                                                   |  |  |  |  |  |  |  |  |  |  |  |  |  |  |  |
| |                                                   |  |  |  |  |  |  |  |  |  |  |  |  |  |  |  |
| | 13. Leonor Magdalena de Neoburgo                  |  |  |  |  |  |  |  |  |  |  |  |  |  |  |  |
| |                                                   |  |  |  |  |  |  |  |  |  |  |  |  |  |  |  |
| |                                                   |  |  |  |  |  |  |  |  |  |  |  |  |  |  |  |
| | 27. Isabel Amalia de Hesse-Darmstadt              |  |  |  |  |  |  |  |  |  |  |  |  |  |  |  |
| |                                                   |  |  |  |  |  |  |  |  |  |  |  |  |  |  |  |
| |                                                   |  |  |  |  |  |  |  |  |  |  |  |  |  |  |  |
| | 3. María Teresa I de Austria                      |  |  |  |  |  |  |  |  |  |  |  |  |  |  |  |
| |                                                   |  |  |  |  |  |  |  |  |  |  |  |  |  |  |  |
| |                                                   |  |  |  |  |  |  |  |  |  |  |  |  |  |  |  |
| | 28. Antonio Ulrico de Brunswick-Wolfenbüttel      |  |  |  |  |  |  |  |  |  |  |  |  |  |  |  |
| |                                                   |  |  |  |  |  |  |  |  |  |  |  |  |  |  |  |
| |                                                   |  |  |  |  |  |  |  |  |  |  |  |  |  |  |  |
| | 14. Luis Rodolfo de Brunswick-Luneburgo           |  |  |  |  |  |  |  |  |  |  |  |  |  |  |  |
| |                                                   |  |  |  |  |  |  |  |  |  |  |  |  |  |  |  |
| |                                                   |  |  |  |  |  |  |  |  |  |  |  |  |  |  |  |
| | 29. Isabel de Schleswig-Holstein-Sonderburgo      |  |  |  |  |  |  |  |  |  |  |  |  |  |  |  |
| |                                                   |  |  |  |  |  |  |  |  |  |  |  |  |  |  |  |
| |                                                   |  |  |  |  |  |  |  |  |  |  |  |  |  |  |  |
| | 7. Isabel Cristina de Brunswick-Wolfenbüttel      |  |  |  |  |  |  |  |  |  |  |  |  |  |  |  |
| |                                                   |  |  |  |  |  |  |  |  |  |  |  |  |  |  |  |
| |                                                   |  |  |  |  |  |  |  |  |  |  |  |  |  |  |  |
| | 30. Alberto Ernesto I de Öttingen-Öttingen        |  |  |  |  |  |  |  |  |  |  |  |  |  |  |  |
| |                                                   |  |  |  |  |  |  |  |  |  |  |  |  |  |  |  |
| |                                                   |  |  |  |  |  |  |  |  |  |  |  |  |  |  |  |
| | 15. Cristina Luisa de Oettingen-Oettingen         |  |  |  |  |  |  |  |  |  |  |  |  |  |  |  |
| |                                                   |  |  |  |  |  |  |  |  |  |  |  |  |  |  |  |
| |                                                   |  |  |  |  |  |  |  |  |  |  |  |  |  |  |  |
| | 31. Cristina Federica de Wurtemberg               |  |  |  |  |  |  |  |  |  |  |  |  |  |  |  |
| |                                                   |  |  |  |  |  |  |  |  |  |  |  |  |  |  |  |
| |                                                   |  |  |  |  |  |  |  |  |  |  |  |  |  |  |  |

## Títulos y tratamientos
| ● 2 de noviembre de 1755-19 de abril de 1770:  | Su alteza imperial y real María Antonieta de Habsburgo-Lorena, archiduquesa de Austria |
| ● 19 de abril de 1770-10 de mayo de 1774:      | Madame la delfina de Francia                                                           |
| ● 10 de mayo de 1774-6 de noviembre de 1789:   | Su majestad la reina de Francia y Navarra                                              |
| ● 6 de noviembre de 1789-10 de agosto de 1792: | Su majestad la reina de Francia                                                        |
| ● 10 de agosto de 1792-16 de octubre de 1793:  | María Antonieta Capeto                                                                 |

## Sucesión
| Predecesor: María Leszczynska                                                     | Reina consorte de Francia y de Navarra 10 de mayo de 1774-3 de septiembre de 1791          | Sucesor: Abolición del título (ella misma como reina consorte de los franceses)                                                                            |
| Predecesor: Nuevo título (ella misma como reina consorte de Francia y de Navarra) | Reina consorte de los franceses 3 de septiembre de 1791-21 de noviembre de 1792            | Sucesor: Proclamación de la Primera República Francesa (Josefina de Beauharnais, emperatriz de los franceses; María Amalia de Borbón-Dos Sicilias en 1830) |
| Predecesor: Ella misma (como reina efectiva)                                      | Reina titular consorte de Francia y de Navarra 3 de septiembre de 1791-21 de enero de 1793 | Sucesor: María Josefina de Saboya |

## Filmografía
| Año  | Título                            | Director(a)                       | Actriz           |
| ---- | --------------------------------- | --------------------------------- | ---------------- |
| 1938 | María Antonieta                   | W. S. Van Dyke                    | Norma Shearer    |
| 1954 | Si Versailles m'était conté...    | Sacha Guitry                      | Lana Marconi     |
| 1956 | Si Paris nous était conté         | Sacha Guitry                      | Lana Marconi     |
| 1956 | María Antonieta, reina de Francia | Jean Delannoy                     | Michèle Morgan   |
| 1979 | Lady Oscar                        | Jacques Demy                      | Christine Böhm   |
| 1989 | Historia de una revolución        | Roberto Enrico Richard T. Heffron | Jane Seymour     |
| 2001 | The Affair of the Necklace        | Charles Shyer                     | Joely Richardson |
| 2006 | Marie Antoinette                  | Sofia Coppola                     | Kirsten Dunst    |
| 2007 | Marie - Antoinette                | Francis Leclerc                   | Karine Vanasse   |
| 2012 | Adiós a la reina                  | Benoït Jacquot                    | Diane Kruger     |
| 2022 | Marie Antoinette (TV series)      | Devorah Davis                     | Emilia Schüle    |

Además, la obra de animación japonesa La rosa de Versalles tiene cierto contenido dedicado a María Antonieta.